# Aralia cachemirica
Aralia cachemirica är en araliaväxtart som beskrevs av Joseph Decaisne. Aralia cachemirica ingår i släktet Aralia och familjen Araliaceae. Inga underarter finns listade.